# Hasan Yalnızoğlu
Hasan Yalnızoğlu (* 20. Oktober 1974 in Istanbul; † 15. Oktober 2024 ebenda) war ein türkischer Schauspieler und Model.

## Leben und Karriere
Hasan Yalnızoğlu wurde am 20. Oktober 1974 in Istanbul geboren. Seine Familie stammt ursprünglich aus Fındıklı. Er studierte an der Marmara-Universität. 1997 nahm Yalnızoğlu an Best Model of Turkey teil und er bekam den zweiten Platz. Sein Debüt gab er 2002 in der Fernsehserie Karaoğlan. 
Anschließend war er 2006 in dem Film Keloglan gegen den schwarzen Prinzen zu sehen. Unter anderem wurde Yalnızoğlu 2007 für den Film Der letzte Osmane gecastet. Im selben Jahr heiratete er Tatiana Ruichiana. Außerdem nahm er 2012 an der Sendung Survivor Türkiye teil und wurde zweiter. 2013 spielte er in dem Film Karaoğlan die Hauptrolle. Danach setzte er 2019 seine Karriere in Halka fort. Am 15. Oktober 2024 verstarb er an den Folgen von Bauchspeicheldrüsenkrebs im Alter von 49 Jahren.

## Filmografie (Auswahl)
Filme
- 2005: Sen Ne Dilersen
- 2006: Keloglan gegen den schwarzen Prinzen
- 2007: Der letzte Osmane
- 2010: İncir Reçeli
- 2013: Karaoğlan

Serien
- 2002: Karaoğlan
- 2009: Kahve Bahane
- 2014: Kızıl Elma
- 2019: Halka
- 2021: 50m2

Sendungen
- 2011: Yok Böyle Dans
- 2012: Survivor 2012
- 2015: Survivor All Star